# (14322) Shakura
(14322) Shakura ist ein Asteroid des Hauptgürtels, der am 22. Dezember 1978 von dem sowjetischen Astronomen Nikolai Tschernych am Krim-Observatorium in Nautschnyj (IAU-Code 095) entdeckt wurde.
Der Asteroid wurde am 21. Juli 2005 nach dem sowjetischen Physiker Nikolai Iwanowitsch Schakura (* 1945) benannt, dem Leiter des Sternberg-Institut für Astronomie an der Lomonossow-Universität in Moskau.